# Fourmilier fuligineux
Rhegmatorhina gymnops
Espèce
Statut de conservation UICN

 VU A3c : Vulnérable
Le Fourmilier fuligineux (Rhegmatorhina gymnops) est une espèce d'oiseaux de la famille des Thamnophilidae.

## Répartition
Cette espèce est endémique du Brésil et vit dans le centre-Sud de l'Amazonie.

## Taxinomie
Aucune sous-espèce n'est distinguée,.